# Italian Tag Team Championship
L'Italian Tag Team Championship è il titolo di coppia difeso nella federazione Italian Championship Wrestling.

## Storia
I titoli vennero assegnati per la prima volta il 30 settembre 2001 ed a vincerli furono i Wild Boyz (Puck & Tsunami) che sconfissero Los Anticristos (Diablo Rojo & Diablo Amarillo) diventando i primi campioni della storia.

## Albo d'oro
| Lottatore                                             | Regni | Data              | Luogo                | Note |
| ----------------------------------------------------- | ----- | ----------------- | -------------------- | --- |
| Wild Boyz (Tsunami e Puck)                            | 1     | 30 settembre 2001 | Torino               | Sconfiggendo i Los Anticristos (Diablo Rojo e Diablo Amarillo) nel match che assegnava il titolo |
| Los Anticristos(Diablo Rojo e Diablo Amarillo)        | 1     | 23 marzo 2003     | Genova               | |
| James Tighe e Andy Simmonz                            | 1     | 4 ottobre 2003    | Perugia              | Il Drago sostituì per l'occasione Diablo Amarillo |
| Los Anticristos(Diablo Rojo e Diablo Amarillo)        | 2     | 5 ottobre 2003    | Perugia              | |
| Corvo Bianco e Puck                                   | 1     | 13 dicembre 2003  | Genova               | |
| Pain e Il Marchese                                    | 1     | 28 febbraio 2004  | Carugate             | |
| Corvo Bianco e Puck                                   | 2     | 22 maggio 2004    | Bergamo              | |
| Le Misure Estreme (Diablo Amarillo e Sick Erik)       | 1     | 7 agosto 2004     | Barzio               | |
| La Forza Bruta (Pitbull e Darkness)                   | 1     | 6 novembre 2004   | Bologna              | In un match contro Psycho Mike e Ulster |
| I Geni del Male (Tsunami e Il Drago)                  | 1     | 19 marzo 2005     | Magenta              | |
| La Forza Bruta(Pitbull e Darkness)                    | 2     | 20 marzo 2005     | Magenta              | |
| Psycho Sickness (Psycho Mike e Sick Erik)             | 1     | 18 aprile 2005    | Belluno              | |
| Party Boyz (Ace e Andres Diamond)                     | 1     | 18 giugno 2005    | Verona               | |
| La Lesione Straniera (Manuel Majoli e Il Drago)       | 1     | 21 gennaio 2006   | Olgiate Molgora      | In un match contro i Beasty Boyz (Ape Atomica e Lupo) |
| Beasty Boyz (Ape Atomica e Lupo)                      | 1     | 6 maggio 2006     | Lecco                | |
| Team Suicide (Corvo Bianco e Kobra e Diablo Amarillo) | 1     | 3 giugno 2006     | Pisogne              | |
| Beasty Boyz (Ape Atomica e Lupo)                      | 2     | 12 agosto 2006    | Ladispoli            | |
| Loggia P3 (Lothar e Il Drago)                         | 1     | 21 gennaio 2007   | Olgiate Molgora      | |
| Charlie Kid e Black Jack                              | 1     | 16 giugno 2007    | Novegro              | In un Tag Team Gauntlet match contro Loggia P3 (Lothar e Il Drago), Gli Eccellenti (Mr. Excellent e Mariel) ed i Fremtiden |
| Gli Eccellenti (Mr. Excellent e Mariel)               | 1     | 17 giugno 2007    | Novegro              | |
| Loggia P3 (Kaio e Kobra)                              | 2     | 1º marzo 2008     | Pavia                | |
| Gli Eccellenti (Mr. Excellent e Mariel)               | 2     | 9 marzo 2008      | Pantigliate          | In un 3 VS. 3 che comprendeva anche Lothar nel team degli Eccellenti e Murat Bosporus nel team della Loggia P3 |
| La Lesione (Crazy G e Psycho Mike)                    | 1     | 7 giugno 2008     | Pantigliate          | |
| Gli Eccellenti (Mr. Excellent e Mariel)               | 3     | 5 luglio 2008     | Lodi                 | In una lotta senza quartiere match |
| Vacante                                               |       | 26 ottobre 2008   | Isola della Scala    | A seguito di un doppio schienamento contemporaneo nel match tra Eccellenti (Mr. Excellent e Mariel) e NRG (OGM e Shock) |
| Loggia P3 (Kobra e Mr. Excellent)                     | 3     | 17 gennaio 2009   | Martinengo           | In un match di riassegnazione contro gli NRG (OGM e Shock) |
| NRG (OGM e Shock)                                     | 1     | 8 marzo 2009      | Monza                | |
| Loggia P3 (Kaio e Mr. Excellent)                      | 4     | 9 gennaio 2010    | Città Sant'Angelo    | |
| Red Devil e Shock                                     | 1     | 11 settembre 2010 | Codogno              | |
| I Ricercati (Charlie Kid e Doblone)                   | 1     | 29 maggio 2011    | Filighera            | |
| Loggia P3 (Kaio e Kobra)                              | 6     | 16 luglio 2011    | Lodi                 | |
| I Ricercati (Charlie Kid e Doblone)                   | 2     | 26 agosto 2011    | Villafranca Piemonte | |
| I Ricercati (Charlie Kid e Alessandro Corleone)       | 3     | 28 aprile 2012    | Copiano              | Il Direttore Generale Manuel Orlandi priva Doblone della sua cintura e la consegna ad Alessandro Corleone |
| Epici Eroi (Omega e Nemesi)                           | 1     | 22 settembre 2012 | San Bonifacio        | |
| Il Ciclone Latino (Tempesta e Rafael)                 | 1     | 1º dicembre 2012  | Bologna              | |
| Epici Eroi (Omega e Nemesi)                           | 2     | 2 dicembre 2012   | Olginate             | |
| Il Ciclone Latino (Tempesta e Rafael)                 | 2     | 16 febbraio 2013  | Saronno              | |
| Marcio Silva e Dinamite Jo                            | 1     | 23 novembre 2013  | San Paolo D'Argon    | |
| I Leoni Indomabili (OGM e Mariel)                     | 1     | 24 maggio 2014    | Borgosatollo         | |
| I Discepoli del Dolore (Jester e Ombra)               | 1     | 23 maggio 2015    | Novara               | |
| I Latin Lovers (Rafael e Bon Giovanni)                | 1     | 19 dicembre 2015  | Gussago              | In un 3 VS 3 che vedeva coinvolte anche Queen Maya e Jokey ed il titolo italiano femminile |
| Alex Flash e Tempesta                                 | 1     | 23 Luglio 2016    | Cascina              | |
| I Latin Lovers (Rafael e Bon Giovanni)                | 2     | 30 Luglio 2016    | Rosignano Solvay     | |
| Mr. Execellent e Tony Callaghan                       | 1     | 3 Dicembre 2016   | Gussago              | Fabio Ferrari sostituì per l'occasione l'infortunato Bon Giovanni |
| Vacante                                               |       | 3 Dicembre 2016   | Gussago              | Il D.G. Kobra rende i titoli vacanti poiché la title shot conquistata da Excellent e Callaghan all'Academy Cup è frutto di uno schienamento irregolare                                                                                                   |
| Mr. Excellent e Manuel Majoli                         | 1     | 17 Dicembre 2016  | Trescore Balneario   | In un match quadrangolare con la scala che comprendeva anche Akira e Gravity, Nemesi e Sabor, Doblone e Ombra |
| Urban Guerrilla (Tony Callaghan e Riot)               | 1     | 5 Marzo 2017      | Rho                  | |
| I Ragazzi Prodigio (Akira & Gravity)                  | 1     | 9 Dicembre 2017   | Trescore Balneario   | Match che vedeva in palio anche gli Asca Tag Team Title. |
| Dinastia Oscura (Ombra & Gargoyle)                    | 1     | 14 aprile 2018    | Calusco d'Adda       | sconfiggono i Ragazzi Prodigio (C) in un Match Quadrangolare che comprendeva anche Doblone & Rick Barbabionda e gli Urban Guerrilla, diventando così i nuovi Campioni                                                                                    |
| La Ciurma (Doblone & Rick Barbabionda)                | 1     | 9 giugno 2018     | Piacenza             | |
| Connors & Black (CJ Connors & Joe Black)              | 1     | 6 ottobre 2018    | Bergamo              | |
| TMZ (Tenacious Dalla & Miroslav Mijatovic)            | 1     | 16 marzo 2019     | Bergamo              | |
| La Casta (Kobra & Mr.Excellent)                       | 1     | 16 marzo 2019     | Bergamo              | |
| Panzero Gang (Taurus & Panzero)                       | 1     | 19 ottobre 2018   | Bergamo              | sconfigge La Casta (Kobra & Riot, che sostituiva Mr. Excellent) |
| Cult of Violence (Dennis & Hardcore Cassi)            | 1     | 15 febbraio 2020  | Bergamo              | |
| Panzero Gang (Taurus & Panzero)                       | 2     | 19 giugno 2021    | San Paolo d'Argon    | |
| Brixia Bone Breakers (Mirko Mori & Nico Inverardi)    | 1     | 16 ottobre 2021   | San Paolo d'Argon    | |
| Trash 'n Smash (Riot & Rust)                          | 1     | 18 dicembre 2021  | San Paolo d'Argon    | |
| Rebel Souls (The Entertrainer & Matt Disaster)        | 1     | 19 marzo 2022     | San Paolo d'Argon    | |
| La Casta (Kobra & Andy Manero)                        | 2     | 21 maggio 2022    | San Paolo d'Argon    | battono i Rebel Souls (nella formazione con Kronos & Steve McKee), diventando così i nuovi Campioni |
| Top Players (Jesse Jones & Sonny Vegas)               | 1     | 17 settembre 2022 | San Paolo d'Argon    | |
| La Casta (Kobra & Mr.Excellent)                       | 3     | 15 ottobre 2022   | San Paolo d'Argon    | La Casta (nella formazione con Kobra & Mr. Excellent) vincono un Gauntlet Tag Team Match (comprendente anche Sonny Vegas per i Top Players, Sirio & Mida, Mark Reed & Machete, i Manzi Italiani, e Goro & Nick Freddi), diventando così i nuovi Campioni |